# Ernstburkeïta
L'ernstburkeïta és un mineral de la classe dels compostos orgànics. Rep el nom en honor de Ernst A.J. Burke (19 d'agost de 1943, Kortrijk, Bèlgica), mineralogista especialitzat en minerals opacs i espectrometria Raman d'inclusions fluïdes, i professor a la Vrije Universiteit Amsterdam, als Països Baixos.

## Característiques
L'ernstburkeïta és un compost orgànic de fórmula química Mg(CH₃SO₃)₂(H₂O)₆·6H₂O. Va ser aprovada com a espècie vàlida per l'Associació Mineralògica Internacional l'any 2011. Cristal·litza en el sistema trigonal. Es tracta del primer i únic mineral de metanosulfonat, i un dels pocs minerals Mg-S-C-H. És també el tercer mineral purament organomagnesi, després de la dashkovaïta i la gluixinskita.

## Formació i jaciments
Va ser descoberta en forma de d'inclusions sòlides d'unes poques micres allotjades en gel, a l'estació antàrtica Fuji, a l'Antàrtida Oriental, associada també a guix. Es tracta de l'únic indret de tot el planeta on ha estat descrita aquesta espècie mineral.